# Perfektionismus (Philosophie)
Unter Perfektionismus (von lateinisch perfectio Vollkommenheit; englisch perfectionism, französisch perfectionnisme) versteht man in der Ethik eine Variante der eudaimonistischen Ethik. In Abgrenzung zu der prudentiellen Variante der Ethik stellt der Perfektionismus nicht die Frage nach dem jeweils eigenen guten Leben, sondern was ein gutes Leben für den Menschen als solchen sein kann. Da jedem einzelnen Menschen alle allgemeinmenschlichen Eigenschaften grundsätzlich als Anlage zukommen, geht es in diesem Ansatz darum, diese Anlagen zu kultivieren und zu vervollkommnen.
Ähnlich wie der Utilitarismus ist der Perfektionismus eine an einem Zweck orientierte (teleologische) Theorie, jedoch nicht wie jener auf einen größtmöglichen Nutzen beschränkt, sondern das anzustrebende Gute kann in Wissen, Weisheit, Erfolg, ästhetischer Schönheit, Selbstverwirklichung oder ähnlichen Werten bestehen. Auch wenn die Interpretationen des Guten sehr unterschiedlich ausfallen, ist den meisten Theorien des Perfektionismus gemeinsam, dass man das erstrebenswerte Gute inhaltlich bestimmen kann. Das Gute hat für einen Perfektionisten einen objektiven Charakter und unterliegt nicht der menschlichen Wahl.
In einer enger gefassten Variante werden die Eigenschaften eines einzelnen Menschen auf seine Vervollkommnung hin betrachtet, in welchem Maße er ein wahres Selbst verwirklichen kann. Dieser individualistischen Betrachtung des Perfektionismus steht der Aspekt des Perfektionismus in der politischen Philosophie gegenüber, bei dem es darum geht, die Gesellschaft an einem moralisch Guten Leben zu orientieren.
Obgleich es in der eudaimonistischen Ethik um die Frage des „guten Lebens“ geht, bedeutet dies im Perfektionismus nicht, dass der Einzelne seine Vervollkommnung subjektiv auch als glücklich oder gelungen erfahren muss. Dies verweist auf das Problem der individuellen Standards und Bewertungen. Ob dabei objektive oder plausible Standards gefunden werden können, bleibt offen.

## Ältere Theorien des Perfektionismus
Die klassische Position des Perfektionismus findet sich in Platons Staat, wo dieser das Ideal eines ausgewogenen Verhältnisses sowohl der Seelenteile des einzelnen Menschen (personaler Perfektionismus) als auch der gesellschaftlichen Gruppen (Handwerker, Krieger, Weise) innerhalb des Staates entwirft. Indem jeder das Seine tut und seinen ihm angemessenen Platz in der Gesellschaft einnimmt, kann das Ideal des Guten erreicht werden. Die Regierung übernehmen dabei die Weisen (Philosophenherrschaft), weil sie am besten wissen, wie das Gute zu verwirklichen ist. Platon skizziert hier eine aristokratische und paternalistische Gesellschaft. Eine solche Form des Perfektionismus, der eine eindeutige Vorstellung des Guten zugrunde liegt, kann man wie Karl Popper als gefährlich und zur Intoleranz gegenüber abweichenden Lebensvorstellungen neigend kritisieren.
Auch die aristotelische Tugendethik wird als Perfektionismus eingestuft. Das höchste Lebensziel, die Glückseligkeit, erreicht der Mensch nach Aristoteles im Streben nach Weisheit durch ein tugendhaftes Leben. Es gehört zur Natur des Menschen, dass er seine Fähigkeiten entwickelt. Er erfüllt seine Bestimmung, wenn er sein Wesen in vollendeter Form ausbildet. Doch was wirkliche Tugend ist, erkennen nur wenige Weise. Der wahrhaft Tugendhafte bringt sich in die Gemeinschaft (Polis) ein und strebt nach einem durch Vernunft bestimmten Leben.
„Der freie und gebildete Mann wird sich von selbst so verhalten, indem er sich gleichsam selbst zum Gesetz wird.“ (NE 1128 a 32–33)
Im Staatsbild von Aristoteles zeichnen sich die politisch Verantwortlichen durch ein besonderes Wissen und eine überlegene Moralität aus. Aufgabe des Staates ist es, die Selbstvervollkommnung des Einzelnen zu ermöglichen. Insofern trägt auch bei Aristoteles der ideale Staat paternalistische Züge.
In der Philosophie der Neuzeit bedeutete für Leibniz Vervollkommnung ein „Wachstum an klaren und deutlichen Vorstellungen“. Bei Immanuel Kant ist die Selbstvervollkommnung eine der ethischen Pflichten. (GMS, AA IV, 423) Kant lehnte allerdings den Paternalismus des Staates ab. Während für ein tugendhaftes Leben der Einzelne selbst verantwortlich ist, ist der Staat darauf beschränkt, das Zusammenleben der Menschen zu regeln. Es gehört nicht zu den Aufgaben des Staates, dem Menschen vorzuschreiben, wie er zu leben hat. „Nicht eine väterliche, sondern eine vaterländische Regierung (imperium non paternale, sed patrioticum) ist diejenige, welche allein für Menschen, die der Rechte fähig sind, zugleich in Beziehung auf das Wohlwollen des Beherrschers gedacht werden kann. […] Dieses Recht der Freiheit kommt ihm, dem Gliede des gemeinen Wesens, als Mensch zu, so fern dieser nämlich ein Wesen ist, das überhaupt der Rechte fähig ist.“ Wilhelm von Humboldt sah den Staat ähnlich wie Kant zunächst liberalistisch: „der Staat enthalte sich aller Sorgfalt für den positiven Wohlstand der Bürger, und gehe keine Schritt weiter, als zu ihrer Sicherstellung gegen sich selbst, und auswärtige Feinde notwendig ist.“ Zugleich verfolgte er aber ein perfektionistisches Ideal in der Bildung. Der freie Rechtsstaat ermöglicht dem Bürger „die höchste und proportionierlichste Ausbildung seiner Kräfte in ihrer individuellen Eigenthümlichkeit.“
Die Idee des Perfektionismus findet sich auch im Übermenschen Friedrich Nietzsches, eines perfekten, sich jenseits von Gut und Böse selbst hervorbringenden und vervollkommnenden Menschen. Dabei ist seine Vorstellung eng an das elitäre Bild Platons angelehnt.
„Es gibt kein höheres Unglück in allem Menschen-Schicksale, als wenn die mächtigen der Erde nicht auch die ersten sind. Da wird alles falsch und schief und ungeheuer. Und wenn sie gar die letzten sind und mehr Vieh als Mensch: da steigt und steigt der Pöbel im Preise, und endlich spricht gar die Pöbel-Tugend: ‚Siehe ich allein bin Tugend!’“
Der Perfektionismus Nietzsches ist eine Ethik der Selbstverwirklichung.
Henry Sidgwick sah in der individuellen Perfektion das höchste Gute. Er charakterisierte die moralische Tugend als das wertvollste Element der menschlichen Exzellenz. Für Oswald Külpe verfolgt der Perfektionismus „die Vollkommenheit oder Vervollkommnung als den Zweck sittlichen Wollens.“ Dem Perfektionismus entspricht auch die ethische Einstellung, dass etwas als Gutes Erkanntes um seiner selbst willen geliebt und verfolgt werden soll. Solche Auffassungen finden sich bei Brentano, Moore oder W.D. Ross.

## Moderne Positionen des Perfektionismus
Der moderne Perfektionismus ist geprägt durch die Auseinandersetzung mit dem Liberalismus, der eine vollständige (Libertarismus) oder doch weitgehende (Egalitärer Liberalismus) Neutralität des Staates in Hinblick auf die Selbstverwirklichung des Einzelnen fordert. Diese Position wird zum Beispiel von Ronald Dworkin wie folgt formuliert:
„Eine gerechte Verteilung ist eine solche, die wohlinformierte Menschen für sich selbst durch individuelle Wahl schaffen, vorausgesetzt in ihrer Gemeinschaft sind das wirtschaftliche System und die Verteilung des Vermögens ihrerseits gerecht.“
Dagegen stellt Ulrich Steinvorth mit Amy Gutmann fest, dass dieses Grundprinzip der demokratischen Legitimierung eine Lücke hat. Gutmann setzt dagegen das Prinzip des demokratischen Mindestmaßes, wonach noch vor jeder demokratischen Entscheidung über die Verteilung einem Bürger soviel Ressourcen zustehen, dass er in angemessenem Umfang an der Politik und der Kultur der eigenen Gesellschaft teilnehmen kann. Gutmanns Prinzip ist ein Verstoß gegen die Neutralität des Staates und wird mit der Herstellung von Chancengleichheit begründet. Indem der Staat die Anlagen aller fördert, wird er paternalistisch tätig. Gutmann verteidigt dies mit dem öffentlichen Interesse, Kinder zu guten Bürgern (good citizens) zu erziehen. Sie steht damit in der Tradition John Deweys (Demokratie und Erziehung), für den es ein Ziel der Erziehung war, auf demokratische Einstellungen Einfluss zu nehmen.
Der Konflikt zwischen Liberalismus und Perfektionismus wird bei Joseph Raz dadurch gemildert, dass er die Autonomie als einen Grundwert des Guten anerkennt. Autonomie ist jedoch kein absoluter Wert, sondern nur schützenswürdig, solange sie moralisch wertvollen Tatbeständen gilt. Falls die Autonomie zu abstoßenden Optionen führt, ist es dem Staat erlaubt, die Autonomie des Einzelnen einzuschränken. Eine ähnliche Position vertritt auch Thomas Hurka, für den der Perfektionismus dadurch bestimmt ist, dass „die beste politische Handlung, Institution oder Regierung die ist, welche die Perfektion aller Menschen fördert.“
Joseph Chan unterscheidet einen extremen Perfektionismus, der sich ausschließlich an den von ihm erkannten Werten orientiert, von einem gemäßigten Perfektionismus, der sich vor allem durch vier Punkte auszeichnet:
1. Ein gemäßigter Perfektionismus ist nicht umfassend, sondern fördert bestimmte Einzelwerte wie Kunst, Familie oder verschiedene Tugenden.
2. Es herrscht kein Zwang, ein bestimmtes Leben zu führen, sondern einzelne Werte werden durch Subventionen oder Steuern lediglich gefördert. Der Staat ist um ein entsprechendes Umfeld bemüht.
3. Der Wert des guten Lebens ist nicht der einzige (intrinsische) Wert. Daneben werden auch andere Werte wie politische und rechtliche Gleichheit, Gerechtigkeit der Verteilung, Sicherheit oder wirtschaftliche Effizienz gefördert.
4. Im Falle eines moderaten Perfektionismus ist der Staat oftmals nicht direkter Vermittler der Werte, sondern überlässt diese Aufgabe gesellschaftlichen Gruppen und schaltet sich nur ein, wenn sich in einzelnen Bereichen entsprechende Gruppen nicht bilden.

In jüngster Zeit fand die Position des Perfektionismus eine neuerliche Diskussion bei Stanley Cavell, der unter Bezug auf Ralph Waldo Emerson von einem moralischen Perfektionismus spricht. Cavell versteht seine Überlegungen nicht als eigenständige Moraltheorie, sondern als kritische Betrachtungen traditioneller, sowohl teleologischer als auch deontologischer Theorien, wobei er sich explizit mit John Rawls auseinandersetzt. Ausgang ist die Vorstellung eines unvollkommenen, aber vervollkommenbaren Selbst (unattained, but attainable self), das sich in einem ständigen Prozess entwickelt. Dieses Selbst ist lernfähig und erziehbar und strebt existenziell nach einer ständigen Verbesserung seiner selbst als auch seiner sozialen Welt. Moralphilosophie darf für Cavell nicht bei der Ausarbeitung eines Prinzips für das Richtige oder Gute stehen bleiben, sondern muss auch die Einbindung der Moral in die tatsächlichen Lebensverhältnisse, in die notwendige Kommunikation mit anderen Menschen berücksichtigen. Der Mensch ist eingebunden in konkrete Beziehungen, in Verpflichtungen, Loyalitäten und Konfrontationen. Perfektionismus bedeutet ein ständiges Streben zur Verbesserung aus den bestehenden Bedingungen heraus. Nach Cavell braucht eine Gesellschaft den Perfektionismus, weil Institutionen nur so stark, gerecht und effektiv sind, wie die Menschen, die sie beleben, anwenden und kritisieren. Für eine Förderung der gesellschaftlichen Werte plädiert Cavell für einen therapeutischen Einsatz von Eliten. Nach Cavell setzt individueller Perfektionismus Authentizität voraus und ist ein fortschreitender Prozess der Selbstkritik. Dabei wird die normative Einflussnahme Dritter abgelehnt. Auf diese Weise ist der Perfektionismus ergebnisoffen und entgegen der Kritik von Rawls nicht teleologisch.
Eine kritische Auseinandersetzung mit dem Perfektionismus findet sich bei John Rawls in „Eine Theorie der Gerechtigkeit“.
Siehe auch: Eudämonie, Philosophische Anthropologie, Ideal, Meliorismus